# Mermaids: The Body Found
Mermaids (sjöjungfrur): The Body Found utgörs av en film och en intervjuserie i programmet Animal Planet på Discovery Channel. Man hävdar att en gren av mänskligheten återvände till havet och utvecklades till amfibier. Med hjälp av 3D animering, filmsnuttar och uttalanden från diverse forskare så "bevisas" existensen av dessa varelser. Se vattenapahypotesen. Denna filmgenre kallas för docufiction vilket betyder att filmmakaren framställer sina hypoteser som varande fakta genom att hänvisa till olika källor, vilka i verkligheten är fiktiva, vilket skall få betraktaren att tro att dokumentären är verklighetsbaserad. Animal Planet har gjort en liknande serie om den sista draken.  
Animal Planet gjorde även en uppföljare till denna dokumentär år 2013 med titeln Mermaids: The New Evidence. 

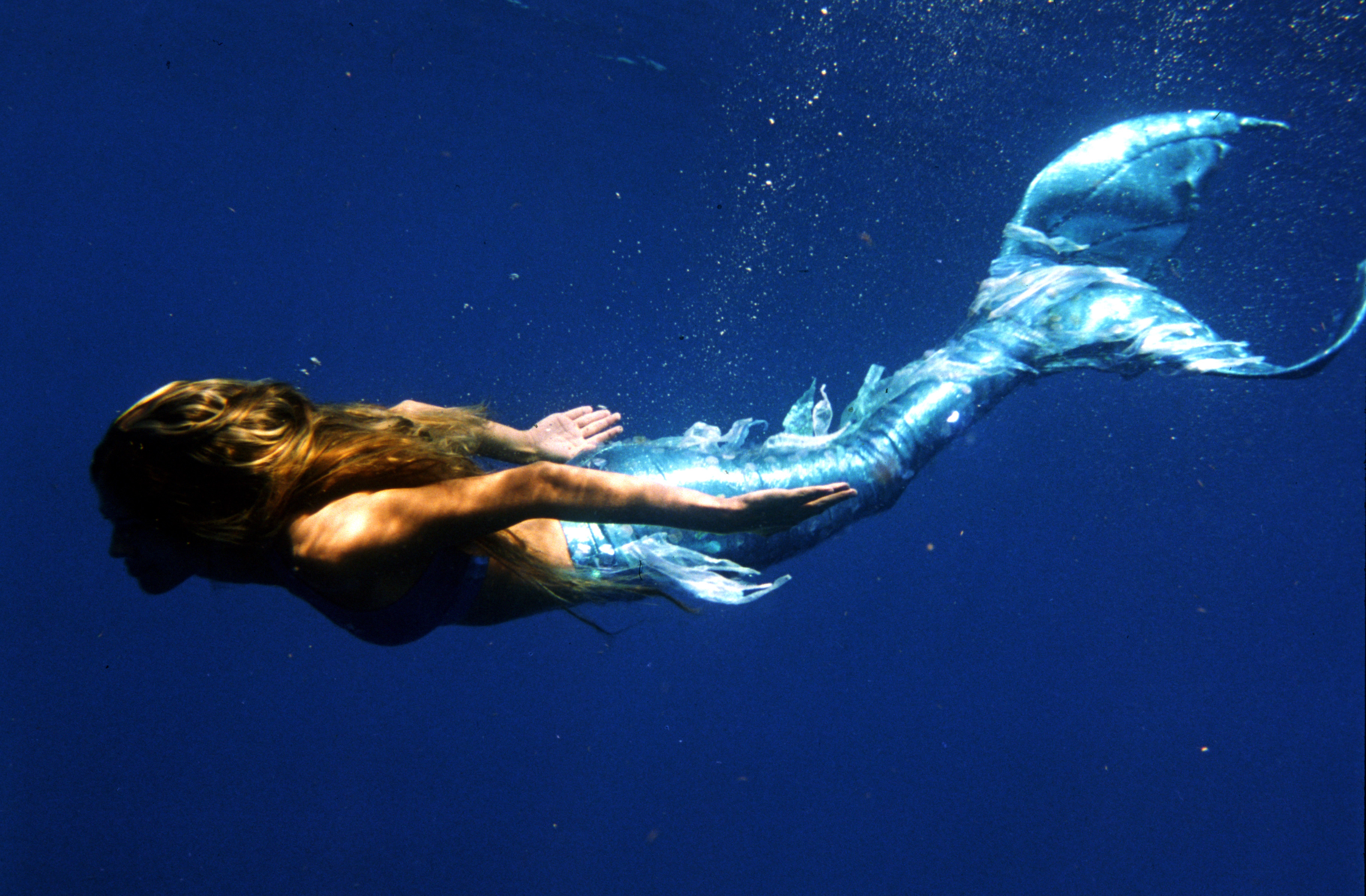
Mehgan; The Mermaid

## Kritik
- Mermaid body found? No, bad TV